# Großsteingrab Osterndorf
Das Großsteingrab Osterndorf war eine megalithische Grabanlage der jungsteinzeitlichen Trichterbecherkultur bei Osterndorf, einem Ortsteil von Beverstedt im Landkreis Cuxhaven (Niedersachsen). Es wurde im 19. oder frühen 20. Jahrhundert zerstört. Sein genauer Standort ist nicht überliefert. Auch über Ausrichtung, Maße und Grabtyp liegen keine näheren Angaben vor.